# Chomikoszczur
Chomikoszczur (Beamys) – rodzaj ssaków z podrodziny wielkoszczurów (Cricetomyinae) w obrębie rodziny malgaszomyszowatych (Nesomyidae).

## Zasięg występowania
Rodzaj obejmuje gatunki występujące w Afryce (Kenia, Tanzania, Malawi, Zambia i Mozambik).

## Morfologia
Długość ciała (bez ogona) 125–173 mm, długość ogona 114–143 mm, długość ucha 19–23 mm, długość tylnej stopy 21–25 mm; masa ciała 49–102 g.

## Systematyka
Rodzaj zdefiniował w 1909 roku angielski zoolog Oldfield Thomas w artykule poświęconym nowym małym afrykańskim ssakom ze zbiorów Muzeum Brytyjskiego, opublikowanym w czasopiśmie The Annals and magazine of natural history. Gatunkiem typowym jest (oznaczenie monotypowe) chomikoszczur długoogonowy (B. hindei).

### Etymologia
Beamys: ang. British East Africa (BEA) ‘Brytyjska Afryka Wschodnia’; gr. μυς mus, μυος muos ‘mysz’.

### Podział systematyczny
Do rodzaju należą następujące gatunki:
| Grafika | Gatunek       | Autor i rok opisu | Nazwa zwyczajowa           | Podgatunki         | Rozmieszczenie geograficzne                                                  | Podstawowe wymiary                             | Status IUCN |
| ------- | ------------- | ----------------- | -------------------------- | ------------------ | ---------------------------------------------------------------------------- | ---------------------------------------------- | ----------- |
|         | Beamys major  | Dollman, 1914     | chomikoszczur duży         | gatunek monotypowy | północna i wschodnia Zambia, Malawi i północno-środkowy Mozambik (góra Mabu) | DC: 13,6–17,3 cm DO: 12,6–14,3 cm MC: 95–102 g | NE          |
|         | Beamys hindei | O. Thomas, 1909   | chomikoszczur długoogonowy | gatunek monotypowy | równiny przybrzeżne i tereny górskie wschodniej Kenii i Tanzanii             | DC: 12,5–15,5 cm DO: 11,4–12,7 cm MC: 49–76 g  | LC          |

Kategorie IUCN:  LC  – gatunek najmniejszej troski;  NE  – gatunki niepoddane jeszcze ocenie.